# Stepenitztal
Stepenitztal è un comune del Meclemburgo-Pomerania Anteriore, in Germania.
Appartiene al circondario (Kreis) del Meclemburgo Nordoccidentale (targa NWM) ed è parte della comunità amministrativa (Amt) di Grevesmühlen-Land.
Il comune è stato costituito il 25 maggio del 2014 dall'unione dei comuni di Börzow, Mallentin e Papenhusen, il nome deriva da quello del fiume Stepenitz.